# Comuna Lemeși, Kozeleț
Lemeși (în ucraineană Лемеші) este o comună în raionul Kozeleț, regiunea Cernihiv, Ucraina, formată din satele Boiarivka, Horbaci, Lemeși (reședința), Pesoțke, Șaloikî, Șapîhî și Șuleakî.

## Demografie
Componența lingvistică a comunei Lemeși
     Ucraineană (98,17%)
     Rusă (1,74%)
     Alte limbi (0,08%)
Conform recensământului din 2001, majoritatea populației comunei Lemeși era vorbitoare de ucraineană (98,17%), existând în minoritate și vorbitori de rusă (1,74%).